# Cribrohammus chinensis
Cribrohammus chinensis är en skalbaggsart som beskrevs av Stefan von Breuning 1966. Cribrohammus chinensis ingår i släktet Cribrohammus och familjen långhorningar. Inga underarter finns listade i Catalogue of Life.